# Xysticus roonwali
Xysticus roonwali är en spindelart som beskrevs av Benoy Krishna Tikader 1964. Xysticus roonwali ingår i släktet Xysticus och familjen krabbspindlar. Inga underarter finns listade i Catalogue of Life.